# Видинска област
Видинска област (буг. Област Видин) се налази у северозападном делу Бугарске. Ова област заузима површину од 3 032,9  и има 75.408 становника према подацима пописа из 2021. године. Административни центар Видинске области је град Видин.

## Општине
Видинска област се састоји од 11 општина.
| Општина         | Седиште     | Површина () | Бр. ст. (2021) | Густ. нас. (ст./km²) |
| --------------- | ----------- | ----------- | -------------- | ----------------- |
| Белоградчик     | Белоградчик | 410,67      | 5.049          | 12,29             |
| Бојница         | Бојница     | 187,36      | 763            | 4,07              |
| Брегово         | Брегово     | 179,22      | 3.926          | 21,91             |
| Видин           | Видин       | 512,93      | 47.847         | 93,28             |
| Грамада         | Грамада     | 184,21      | 1.345          | 7,30              |
| Димово          | Димово      | 402,49      | 4.810          | 11,95             |
| Кула            | Кула        | 279,37      | 3.292          | 11,78             |
| Макреш          | Макреш      | 228,79      | 1.067          | 4,66              |
| Ново Село       | Ново Село   | 109,49      | 2.375          | 21,69             |
| Ружинци         | Ружинци     | 232,56      | 3.299          | 14,19             |
| Чупрене         | Чупрене     | 327,32      | 1.635          | 5,00              |
| Видинска област | Видин       | 3.054,41    | 75.408         | 24,69             |

## Списак насељених места у Видинској области
Градови су подебљани

### Општина Белоградчик
Белоградчик,
Боровица,
Вештица,
Врба,
Гранитово,
Граничак,
Дабравка,
Крачимир,
Ошане,
Праужда,
Пролазница,
Рабиша,
Рајановци,
Салаш,
Сливовник,
Стакевци,
Струиндол,
Чифлик

### Општина Бојница
Бојница,
Бориловец,
Градсковски Колиби,
Каниц,
Периловец,
Раброво,
Шипикова Махала,
Шишенци

### Општина Брегово
Балеј,
Брегово,
Врв,
Гамзово,
Делејна,
Калина,
Косово,
Куделин,
Ракитница,
Тијановци

### Општина Видин
Акациево,
Антимово,
Бела Рада,
Ботево,
Буковец,
Видин,
Војница,
Вртоп,
Гајтанци,
Генерал Мариново,
Гомотарци,
Градец,
Динковица,
Долни Бошњак,
Дружба,
Дунавци,
Жеглица,
Ивановци,
Иново,
Каленик,
Капитановци,
Кошава,
Кутово,
Мајор Узуново,
Новоселци,
Пешаково,
Плакудер,
Покрајна,
Рупци,
Цар Симеоново,
Синаговци,
Слана Бара,
Сланотрн,
Трњане

### Општина Грамада
Бојаново,
Бранковци,
Водна,
Грамада,
Медешевци,
Милчина Лака,
Срацимирово,
Тошевци

### Општина Димово
Арчар,
Бела,
Владиченци,
Водњанци,
Врбовчец,
гара Орешец,
Димово,
Далго Поље,
Држаница,
Извор,
Карбинци,
Кладоруб,
Костичовци,
Лагошевци,
Мали Дреновец,
Медовница,
Орешец,
Острокапци,
Септемвријци,
Скомља,
Шипот,
Јањовец,
Јарловица

### Општина Кула
Големаново,
Извор Махала,
Коста Перчево,
Кула,
Полетковци,
Старопатица,
Тополовец,
Цар-Петрово,
Чичил

### Општина Макреш
Валчек,
Киреево,
Макреш,
Подгоре,
Раковица,
Толовица,
Цар Шишманово

### Општина Ново Село
Винарово,
Неговановци,
Ново Село,
Флорентин,
Јасен

### Општина Ружинци
Бело Поље,
Ђургич,
Динково,
Дражинци,
Дреновец,
Плешивец,
Роглец,
Ружинци,
Тополовец,
Черно Поље

### Општина Чупрене
Бостаните,
Врбово,
Горњи Лом,
Доњи Лом,
Протопопинци,
Репљана,
Средогрив,
Трговиште,
Чупрене

## Демографија
Према попису из 2021. године, Видинска област је имала 75.408 становника, a према попису из 2011. године 101.018 становника што је мање за 25,35%. Према подацима из 2011. године већину становништва чине Бугари (85,93%), али значајну мањину чине Роми (7,21%).
| Етнички састав према попису из 2011.‍ | Етнички састав према попису из 2011.‍ | Етнички састав према попису из 2011.‍ | Етнички састав према попису из 2011.‍ | Етнички састав према попису из 2011.‍ |
| ------------------------------------ | ------------------------------------ | ------------------------------------ | ------------------------------------ | ------------------------------------ |
|                                      |                                      |                                      |                                      |                                      |
| Бугари                               | Бугари                               |                                      | 86.802                               | 85,93%                               |
| Роми                                 | Роми                                 |                                      | 7.282                                | 7,21%                                |
| Остали                               | Остали                               |                                      | 551                                  | 0,55%                                |
| Неопредељени                         | Неопредељени                         |                                      | 492                                  | 0,49%                                |
| Нису одговорили                      | Нису одговорили                      |                                      | 5.892                                | 5,83%                                |